# تداعي
التداعي أو التقلقل هو حالة من الوجود المتقهقر الذي يفتقر القدرة على التنبؤ بالأمن الوظيفي أو الرعاية المادية والنفسية. سمّيت الطبقة الاجتماعية المعرفة تحت هذه الحالة باسم «بريكاريا».

## الأصل الكاثوليكي
كان الراهب الكاثوليكي ليونس كرينييه الذي اشتهر سابقًا بكونه ناشطًا شيوعيًا لاسلطويًا، أول من استخدم هذه الكلمة في اللغة الانجليزية، وُثق المصطلح عام 1952 من قبل الصحفية دوروثيداي، إذ كتبت للحركة العمالية الكاثوليكية:
«الفقر الحقيقي هو أمر نادر الحدوث.. المجتمعات الحالية بحالة جيدة، ولكنهم مخطئون بشأن الفقر. هم يتقبلون الفقر ويعترفون به من حيث المبدأ، لكن على كل شيءٍ أن يكون جيدًا ومتماسكًا، على المباني أن تكون صامدة في وجه النيران، التداعي مرفوض في كل مكان، والتداعي هو أساس الفقر. ذلك ما تم نسيانه. نحن نطلب التداعي هنا في كل شيء من حولنا ما عدا الكنيسة... يمكننا التداعي من مساعدة الفقراء. عندما يكون المجتمع عبارة عن بناء يستمر في التوسع والتنمق، وهو ما يعتبر شيئًا جيّدًا في حد ذاته، فلا يتبقى للفقراء شيء. لا يحق لنا فعلُ ذلك طالما لا تزال هناك أحياء فقيرة وأشخاص ينتظرون طعامهم في طوابير في مكان ما».
_نقلته دوروثيداي عن كاهن مارتيني مجهول، ونشرته في صحيفة الحركة العمالية الكاثوليكية في مايو عام 1952.

## في أوروبا
يشير مصطلح التداعي أو التقلقل أو التقهقر، ويستخدم في اللغة المحكية ضمن عدد من الدول الأوروبية إلى الحالة المنتشرة من العمل المؤقت والمتقطع والمشروط والعرضي في مجتمعات ما بعد الثورة الصناعية، والتي كانت نتيجة الإصلاحات التي جلبها سوق العملي النيوليبرالي، والتي عززت من مفهوم الإدارة وأضعفت مفهوم المساومة على القدرة التوظيفية للعمال منذ أواخر سبعينيات القرن الماضي.
يصف مصطلح التداعي تعرض فئة كبيرة من السكان إلى الاستغلال الوظيفي (معاش قليل، ارتفاع في خطر الإقصاء الاجتماعي بسبب انخفاض المدخول وارتفاع تكاليف المعيشة وما إلى ذلك).
يُقال أن التداعي يؤثر على عمل جميع قطاعات الخدمات بشكل خاص، وعلى المجتمع أكمله بشكل عام، خصوصًا الشباب والنساء والمهاجرين.
خلال فترة انتشار العمالة الموسمية ضمن المجتمعات الرأسمالية منذ بدء الثورة الصناعية، أشار كل من مايكل هارت وأنطونيو نيغري إلى أن القوة العاملة المرنة قد انتقلت من الموضع الطرفي تحت حكم الفوردية (مبدأ عمل أو تنظيم للإنتاج ظهر عام 1908 على يد هنري فورد، إلى موضع مركزي في مرحلة ما بعد الفوردية، والتي يُعتقد باعتمادها بشكل متزايد على الجهود الممثلة بالعمل العاطفي والإبداعي غير المادي. توجد أدلة تجريبية غير منظمة تدعم هذا الطرح، مثل ازدياد نسبة العمالة عير المعيارية بالنسبة إلى مجموع القوى العاملة، خصوصًا في التعيينات الجديدة. على سبيل المثال، يوجد نحو ما بين الربع والثلث من القوى العاملة الآن يعملون بموجب عقود عمل مؤقتة أو بدوام جزئي، وترتفع نسبتهم لتصل إلى الذروة في كل من المملكة المتحدة وهولندا وإسبانيا وإيطاليا.
ما يثير الجدل أكثر هو أن التداعي يخلط بين فئتين من العمال الذين يتموضع كل منهم على طرف قطاع سوق العمل في اقتصادات ما بعد الصناعة: الفئة الأولى هم العمال المحكومون بالعمل في قطاع التجزئة، وتحت خدمات منخفضة (عمال النظافة والبوابون وما إلى ذلك) وفقًا لمعايير توظيف صارمة لكنها موحدة؛ والفئة الأخرى تتضمن أشخاصًا ذوي مواهب شابة يعملون براتب قليل وعمل مؤقت في اقتصاد المعلومات للمدن الكبرى حول العالم: وهم يمثلون الطبقة المبدعة من العمال الفرديين التي تتضح من خلال الأدب الإداري.
يبقى علينا أن نرى ما إذا كان التقسيم الداخلي-الخارجي الذي يلاحظه الاقتصاديون في أسواق العمل الأوروبية يعني أن الشباب القادمين من الخارج غير المستقرين وغير المشاركين في التصويت، وليسوا أصحاب أملاك، لديهم أهداف متضاربة مع الموظفين في الداخل الذين يميلون للعمل في وظائف بدوام كامل بعقود طويلة الأجل ويتمتعون بمعاشات تقاعدية عالية نسبيًا ويطلبون حملًا غير متجانس ضمن الرأي العام الأوروبي والنقاش السياسي.

### حركة العدالة العالمية
في نحو عام 200، بدأ استخدام كلمة التداعي في اللغة الإنجليزية من قبل ناشطين في حركات العدالة العالمية، الذين يعتبرون أنفسهم ضد العولمة مثل (الوقوف ضد البطالة والتقلقل والإقصاء الاجتماعي في أوروبا)، إضافة إلى تقارير رسمية من الاتحاد الأوروبي حول الرعاية الاجتماعية. لكن في إضرابات الشباب ذوي العمل المؤقت العاملين في أفرع ماكدونالدز وبيتزا هت، في شتاء عام 2000، حيث ظهرت أول شبكة نقابية سياسية في أوروبا مكرّسة نفسها لمحاربة التداعي تحت شعار «أوقفوا التداعي»، من قبل عناصر من اليسار الفرنسي المتطرف.